# 白石公子
白石 公子（しらいし こうこ、1960年6月15日 - ）は、詩人、エッセイスト。岩手県東磐井郡千厩町（現：一関市千厩町）生まれ。宮城県鼎が浦高等学校、大妻女子大学国文科を卒業。
1980年、19歳の時に第18回現代詩手帖賞を受賞。22歳で詩集『ラプソディ』を刊行、その後エッセイストとしても活躍。2009年、早稲田大学文学学術院客員教授に就任した。

## 著書
- ラプソディ 詩集 思潮社 1982（叢書・女性詩の現在 2）
- ノースリーブ 詩集 思潮社 1985
- レッド 思潮社 1988
- ままならぬ想い 文藝春秋 1989 のち文庫
- もう29歳、まだ29歳 今どきの「女ごころ」はややこしい 大和出版 1990 のち新潮文庫
- ありそでなさそで 女がひとりでいたいと思う夜 大和出版 1991 のち文春文庫
- ブルー・ブルー・ブルー 世界文化社 1992 のち新潮文庫
- ジャスト・ア・フレンド 彼はただの友だち 新潮文庫 1994
- いろいろの哀しみ 朝日新聞社 1996
- 日曜日の捜しもの 朝日新聞社 1996 のち文庫
- 読書でござる 晶文社 1996
- いやいや楽園 朝日新聞社 1997
- ちいさな衝動 新潮社 1998
- 追熟の森 思潮社 1999
- 女ひとりノンキで贅沢な毎日 大和出版 2000
- 白石公子詩集 思潮社 2000（現代詩文庫）
- いちぬけた 毒オトコ薬オトコの効能 集英社 2001
- 僕の双子の妹たち 集英社 2004
- はずかしい 白水社 2004

## 出演番組
- 杏子のスーパーギャング（TBSラジオ）- パーソナリティの杏子（BARBEE BOYS）が同じ大学の同級生で友人だった関係でレギュラー出演。
- 水越かおるのすっぴん土曜日（IBCラジオ・同番組内9:40頃のレギュラーコーナー「白石公子のフロームTOKYO」に電話で生出演）

## 翻訳
- ワーキングガールは浮かばれない デボラ・ギャリソン（Deborah Garrison） 毎日新聞社 1999